# Гімназія № 39 (Кам'янське)
Гімназія № 39 м. Кам'янського — загальноосвітній навчальний заклад з поглибленим вивченням іноземних мов.

## Історія
1 вересня 1980 року у лівобережній частині міста Дніпродзержинська (тепер — Кам'янське) була введена в експлуатацію загальноосвітня школа № 39 рішенням УКБ міськвиконкому № 431 від 27.08.80 р.  Очолив її досвідчений педагог Іван Васильович Гаталевич.
У 1988 році середню школу очолила Головченко Людмила Олександрівна.
У 1991 році школа з поглибленим вивченням двох предметів (музика, образотворче мистецтво) отримала статус «Гуманітарна гімназія № 39 з художньо-естетичним нахилом». Вводились нові предметні кабінети, навчально-методичні комплекси та секції художньо-естетичного циклу, які згодом перетворилися на творчі лабораторії. Створювалися нові програми та підручники Вивчалися традиції класичної гімназії минулого.
У гімназії  створено медичний центр, відкрився фізіотерапевтичний кабінет.
У 2005 році був відкритий педагогічний музей гімназії до 25-річчя заснування школи.
З 2009 року гімназія працює в проекті «Формування механізмів трансформації регіональної системи освіти на основі принципів випереджаючої освіти для сталого розвитку».
З 2010 року гімназія включена до експерименту Всеукраїнського проекту «Художньо — естетична освіта і виховання учнів загальноосвітніх навчальних закладів у процесі впровадження інтегрованих курсів». Заклад має три ступені: І — початкова школа, ІІ — гімназія, ІІІ — гімназія (профільна школа), філологічний напрямок за профілем іноземна філологія (викладається 4 іноземні мови: німецька, англійська, французька та польська). До послуг гімназистів уведено  спецкурси та факультативи: ділова українська мова; ділова англійська; польська мова; «Європейський вибір України»; гіди-перекладачі; медіа-культура; уроки для сталого розвитку; відкрито розгалужену систему гуртків та клубів.
Педагогічний колектив — учасник всеукраїнських та обласних експериментальних проектів:
2001–2012 рр. — «Школа культури здоров'я»;
2009–2013 рр. — «Художньо-естетична освіта і виховання учнів загальноосвітніх навчальних закладів у процесі впровадження інтегрованих курсів»;
2009–2015 рр. — «Формування механізмів трансформації регіональної системи освіти на основі принципів випереджаючої освіти для сталого розвитку»;
2013–2016 рр. — «Науково-методичні засади впровадження вітчизняної моделі медіа-освіти в навчально-виховний процес загальноосвітніх навчальних закладів».
Гімназія співпрацює з Корпусом миру США, вищими навчальними закладами України, освітнім центром «ASSOTIATION» (Прага), національними меншинами міста та області; у 2012 році підписано угоду про співпрацю з Краківським економічним університетом.
На базі гімназії відкрито єдиний у місті педагогічний музей, за підтримки представництва ЄС в Україні відкрито інформаційно-просвітницький пункт з євроінтеграції, для керівників євроклубів Дніпродзержинська створено методичний центр.
Розвитку лідерських якостей гімназистів, формуванню активної громадської позиції сприяють євроклуб «Європейська єдність» (7-11 кл.), президентсько-парламентська республіка «AESTHETIC LAND» (5-11 кл.), країна «Сонцеграй» (1-4 кл.). Євроклуб «Європейська єдність» — лідер мережі євроклубів м. Кам'янське та Дніпропетровської області.
В гімназії створено оптимальні умови для розвитку креативної особистості.

## Наші досягнення
2006 — Дев'ята міжнародна виставка «Сучасна освіта в Україні-2006»:
- Диплом за вагомий внесок в інноваційний розвиток національної системи освіти.

- Почесне звання «Лідер сучасної освіти» за багаторічну інноваційну педагогічну діяльність по модернізації освіти України.

2007. — Десята ювілейна міжнародна виставка «Сучасна освіта в Україні-2007»:
- Диплом за високі творчі досягнення в удосконаленні змісту навчально-виховного процесу.

2008 — Одинадцята міжнародна виставка «Сучасна освіта в Україні-2008»:
- Диплом за високі творчі досягнення в удосконаленні змісту навчально-виховного процесу.

2009 — Дванадцята міжнародна виставка «Сучасна освіта в Україні-2009»:
- Срібна медаль за перемогу в номінації «Науково-пошукова діяльність експериментальних закладів України як стратегічний напрям інноваційного розвитку освіти».

2010 — Міжнародна виставка «Сучасні навчальні заклади — 2010»:
- Срібна медаль за перемогу в номінації «Інноватика в принципах і механізмах функціонування середнього освітнього закладу випереджаючої освіти для сталого розвитку»;

- Диплом за вагомий внесок у модернізацію національної системи освіти.

2010 — Друга виставка «Інноватика в освіті України»:
- Диплом за активну участь в освітній інноваційній діяльності.

2012 — ІІІ Міжнародна виставка «Сучасні заклади освіти — 2012» — Срібна медаль за перемогу в тематичній номінації «Технології і моделі навчання, підтримки саморозвитку обдарованої особистості».
2013 р. — за підсумками конкурсу «2000 шкіл», проведеного в рамках національного проекту «Відкритий світ», — І місце; у рамках Загальнонаціональної громадської акції отримали почесне звання «Флагман освіти і науки України».
2014 — за підсумками Всеукраїнського конкурсу «Школа сталого розвитку», проведеного в рамках Міжнародного проекту «Освіта для сталого розвитку в дії», — звання «Школа сприяння сталому розвитку».
- VІ Міжнародний форум-презентація «Інноватика в сучасній освіті» — «Лауреат І ступеня»  
2015 — «Сучасні заклади освіти-2015» — золота медаль
2016 — VІІ  Міжнародний форум «Інноватика в сучасній освіті» — «Лауреат І ступеня»   

## Перспективи розвитку до 2020 року
1. Активізація діяльності в міжнародному та європейському освітньому просторі.
2. Запровадження цільових програм, проектів гімназії, спрямованих на досягнення якісних результатів освітньої діяльності на рівні міжнародних стандартів.
3. Удосконалення роботи педагогічного колективу, батьківської громадськості щодо соціального захисту, збереження і зміцнення здоров'я учасників навчально-виховного процесу.
4. Розвиток та впровадження моделі  медіа-освіти в навчально-виховний процес через інтеграцію інноваційних технологій викладання навчальних дисциплін.
5. Цілісне опанування цінностями та принципами освіти для сталого розвитку, зміни стилю життя як учнів, так і педагогів у бік сталого розвитку.

## Євроклуб
Євроклуб — форма самоорганізації молодих людей, що сприяє їх творчій реалізації, залученню до участі в європейських ініціативах, громадській діяльності, інформуванню з питань європейської інтеграції та реалізації проектів неформальної освіти серед однолітків.
Основними цілями є інформування і просвіта молодих людей про Європейський Союз та відносини Україна — ЄС, сприяння встановленню зв'язків з європейськими молодіжними громадськими організаціями, підтримка євроінтеграційних прагнень України.
Євроклуб «Європейська єдність» створений 10 квітня 2010 року.
Девіз євроклубу: «Європейська єдність — це реальність, Європейська єдність — це життя.
Через тернії до світлих мрій прекрасних
Впевненно йдемо до майбуття!»
Актив євроклубу — 15 учнів. Євроклубівці вивчають історію ЄС, традиції, звичаї європейських народів, євроінтеграційні процеси, що відбуваються на теренах України і Європейського Союзу. Координатор євроклубу — Пономарьова Наталія Вячеславівна.

### Найбільш масштабні заходи євроклубу.
2010 — 2011 рік    
- Українська асоціація європейських студій, Міжнародний фонд «Взаєморозуміння і толерантність» — участь та перемога у Всеукраїнському проекті «Залучення євроклубів до збереження історичної пам'яті в Україні» (жовтень — листопад 2011 р.), екскурсія до Представництва ЄС в Україні (м. Київ, листопад 2011 р.);
- Перемога (ІІ місце) в обласному єврофорумі «Дніпропетровщина -Україна –Європейський Союз» (травень 2011 р., м. Кривий Ріг);
- Генеральне  Консульство  Польщі  у м. Харків — зустріч з Генеральним Консулом Республіка Польща Яном Гранатом, презентація проектів з історії переселення поляків у с. Кам′янське (листопад 2011 р.)
- Перемога соціального проекту «Моє місто вчора, сьогодні, завтра» у Всеукраїнському конкурсі щодо розробки і реалізації проектів, що проводився громадською організацією "Об'єднання «Агенція розвитку освітньої політики». Як переможці були запрошені взяти участь у Міжнародному семінарі «Розвиток волонтерського руху через діяльність шкільних євроклубів України та Польщі. Підготовка до ЄВРО 2012», який проходив в м. Києві 25 — 27 квітня 2012 року. Нагороджені дипломом переможців Всеукраїнського конкурсу.
- Перемога у обласному конкурсі пошукових робіт «Україна в Європі, Європа в Україні: очима молоді 2012», що проводила Мережа центрів європейської інформації. Отримали 2 місце, нагороджені дипломом учасників обласного конкурсу, м. Дніпропетровськ, 25 січня 2012 р.
- Перемога у першому регіональному етапі Всеукраїнського змагання з європейської інтеграції «EUROPA NOSTRA», що проводили Мережа центрів європейської інформації України, МФ «Відродження», Молодіжний дебатний центр (м. Донецьк) (січень, 2012 рік). Участь у фінальному Національному етапі змагання, команда євроклубу презентувала країну Велику Британію й власний проект «Поліпшення взаємовідносин між Україною і ЄС» у м. Києві 13- 15 березня 2012 р. — нагороджені дипломами учасників Національного змагання з європейської інтеграції.
- Участь у Всеукраїнському Проекті «Залучення євроклубів до збереження історичної пам'яті в Україні», (вересень 2011 р.- серпень 2012 р.) Участь у Всеукраїнському форумі євроклубів — переможців конкурсу «Україна, я пам'ятаю. Мій внесок», м. Київ,12-13 травня 2012 р. — нагороджені дипломом учасників Всеукраїнського Проекту, отримали від Представництва Європейського Союзу в Україні Подяку за пошукову та соціальну роботу.
- Перемога у Всеукраїнському конкурсі «Я молода лідерка. Перший крок до успіху-2012», що проводили Міжнародний благодійний фонд «Український Жіночий Фонд», Міжнародна благодійна організація «Український Освітній Центр Реформ», Благодійний фонд "Товариство «Приятелі дітей» — запрошені у м. Київ (30.05. — 01.06. 2012 р.), отримали диплом переможниців конкурсу.
- Перемога в Олімпійській вікторині «Лондон 2012: надихаючи покоління», що проводило Посольство Великої Британії в Україні. Переможці запрошені у Посольство Великої Британії на урочисту церемонію для нагородження Послом Великої Британії в Україні Саймоном Смітом цінними подарунками з символікою Великої Британії (м. Київ, 22 листопада 2012 р.
- Перемога у Всеукраїнському конкурсі історико-публіцистичних нарисів «Повсякденне життя мого населеного пункту під час окупації періоду Другої Світової війни», що проводила Міжнародна громадська організація "Міжнародний фонд «Взаєморозуміння і толерантність», отримали 3 місце, запрошені у м. Київ 30 листопада 2012 р. — нагороджені дипломом переможців Всеукраїнського конкурсу.
- Перемога у VІ Всеукраїнському дитячому форуму з міжнародною участю «Формула успіху правової держави очима дітей», що проводили Міністерство освіти і науки України, Міжнародний фонд захисту прав дитини, кафедра ЮНЕСКО, Головне управління юстиції в Тернопільській області, м. Тернопіль, 21 — 22 лютого 2013 р. — нагороджені дипломами переможців за найкращий проект.
- Перемога у Міжнародному конкурсі «Аліанте 2013 — Україна» з євроатлантичної інтеграції, обізнаності з питань міжнародної безпеки і діяльності НАТО, що проводили Молодіжний центр Атлантичної Ради України, Центр інформації та документації НАТО, Громадська Ліга Україна — НАТО, Міністерство освіти і науки України, Міністерство оборони України. Стали фіналістами першого етапу, запрошені у Білу Церкву на другий етап конкурсу. Як переможці другого етапу команда євроклубу отримала винагороду — безкоштовну поїздку до країн — членів Північноатлантичного альянсу: Польщі, Чехії, Словаччини, Німеччини.(17 — 19 травня 2013 р.)

2012 — 2013 рік 
- Участі в Міжнародному Проекті iEARN — Project «Christmas card exchange», що проводить Міжнародна освітня та ресурсна мережа IEARN (International Education and Resource Network). Активістами євроклубу було направлено святкові листівки з Різдвом Христовим і Новим 2013 роком нашим друзям у США (штат Масачусетс), Велику Британію (Уельс), Словенію (м. Любляна), Тайвань, Білорусь та Росію (жовтень — листопад 2012 р). Отримали відповіді й поздоровлення від друзів цих країн.
- Участь у Всеукраїнській науково-практичній учнівській конференції «Стабільність і безпека — гарантія майбутнього України» за запрошенням євроклубу «Юні дипломати», м. Комсомольськ, 28 вересня 2012р .- отримали сертифікати учасників конференції.
- Участь у Всеукраїнській вуличній акції «Молодь знає! Молодь контролює!», що проводив Всеукраїнський правозахисний центр «Поступ», метою якої було сприяти зменшенню кількості випадків неправомірних дій правоохоронців у відношенні до молоді та їх наслідків (22 жовтня 2012 р.)
- Участь у волонтерській акції «Збережемо пам'ять про загиблих» — прибирання на могилі масових розстрілів дніпродзержинців під час фашистської окупації — 7 травня 2013 р., 27 вересня 2013 р.
- Участь агітбригади євроклубу у міському мітингу, присвячений Всесвітньому Дню вчителя — 05 жовтня 2012 р.
- Провели першу міську науково-практичну конференцію «Ігнатій Ясюкович. Ім'я в історії», присвячену 165 річниці з Дня народження директора-розпорядника Дніпровського Металургійного Товариства Ігнатія Ігнатовича Ясюковича — 12 грудня 2012 р.
- Реалізували проект прикладного мистецтва «Національні костюми країн Європейського Союзу»- листопад 2012 р. — травень 2013 р.
- Провели відкритий обласний єврофорум «Європейські цінності: панорама поглядів» у рамках Всеукраїнського Проекту «Підтримка регіональних євроклубів», що реалізувала ГО «Лабораторія законодавчих ініціатив»- 26 квітня 2013 р. Як активні учасники Всеукраїнського Проекту були запрошені на підсумковий захід й участь у святкуванні Дня Європи у м. Києві — 17-19 травня 2013 р. Євроклуб нагороджений дипломом учасника Проекту «Підтримка регіональних євроклубів» за підписом Посла Європейського Союзу в Україні Яна Томбінського.

2013 — 2014 рік
- Участь у міні-сесію Європейського Молодіжного Парламенту- Україна. Тема Іnter-Rail–2013  -  «Від асоціації до згоди»,  20 та 21 вересня 2013 року. Отримали дипломи учасників ЄМП — Україна. Запрошені до участі у 8 Національній сесії Європейського Молодіжного Парламенту — Україна у м. Черкаси.
- Організація і показ історико-музичної композиції «Миттєвості незабутнього минулого», присвяченій історії створення міста Дніпродзержинська, березень, 2014 р.
- Участь у  Всеукраїнському форумі з міжнародною участю « Правова держава очима дітей». Захист проекту «Правосвідомість і  правова культура громадян -  запорука успішної правової держави», м. Тернопіль, 10-11 квітня  2014 р.
- Провели екологічну акцію «Чистий слід» (прибирання від сміття прибережної зони Єлизаветівського котловану і каналу «Прорізь»), установили щити із зображенням Знаків проти сміття у місцях масового відпочинку дніпродзержинців, квітень, 2014 р5-6 травня, 2014 р.
- Участь у ХІV Всеукраїнському конкурсі учнівських робіт «Історія і уроки Голокосту» ім. І. Б. Медвинського, організований Українським центром вивчення історії Голокосту і підтриманий Євроазійським єврейським конгресом та Німецьким фондом «Пам'ять, відповідальність та майбутнє», 17-18 травня, м. Київ. Отримали сертифікат переможців конкурсу.
- Провели  відкрите засідання євроклубу «Зберегаємо історичну пам'ять про війну» (підсумки проекту євроклубу"Пам'ять про Велику Вітчизняну війну в історії моєї родини"), 7 травня, 2014 р

2014 — 2015 рік
- Участь у Міжнародній акції «Посади дерево заради миру». Отримали міжнародний сертифікат учасників акції. Вересень, 2014 р. Створили відеоролік  «Посади дерево заради миру», жовтень, 2014 р.
- Презентація фільму-екскурсії «Дніпродзержинськ у полум'ї  війни»,  24 жовтня 2014 р.
- Участь євроклубу у заключній конференції Міжнародної програми eTwinning Plus «Підсумки року eTwinning Plus 2014 Україна», м. Київ, 19 грудня 2014 р

## Відомі випускники
- Семен Горов — режисер відеокліпів та мюзиклів.
- Олексій Душка — телеведучий, журналіст, ведучий програми «Територія обману» на 1+1.